# Faccia a faccia (film 1967)
Faccia a faccia è un film del 1967 diretto da Sergio Sollima.
Western all'italiana con protagonisti Gian Maria Volonté e Tomas Milian.

## Trama
Brad Fletcher, un pacifico professore ammalato di tubercolosi, si trasferisce al sole del Texas per curarsi. Nella locanda che lo ospita si ferma la diligenza che sta trasportando in carcere Solomon Bennet, detto Beauregard, uno dei componenti della temibile banda di fuorilegge chiamata Branco Selvaggio, dispersa e decimata nell'ultimo scontro con le forze dell'ordine. Il bandito, ferito da un colpo d'arma da fuoco, è assetato e si lamenta: impietosito, Brad gli dà da bere e lui, approfittando dell'occasione, lo prende in ostaggio e fugge portandoselo dietro.
Durante la fuga la carrozza su cui viaggiano esce di strada e il conducente muore. Brad si prende cura di Beauregard, salvandogli la vita e cercando in tutti modi di redimerlo, ma Beauregard pensa a rimettere in piedi un nuovo Branco Selvaggio, sollecitato anche da un nuovo arrivato, Charlie Siringo, un agente speciale dell'agenzia Pinkerton incaricato di infiltrarsi nella banda. Beauregard, una volta ricomposto il gruppo, libera Brad, che però - mentre sta attendendo nella città di Purgatory City il treno per lasciare il Texas - spara per la prima a volta a un uomo, salvando la vita al fuorilegge.
Affascinato dalla vita avventurosa Brad decide di unirsi al ricostituito Branco Selvaggio, accorgendosi presto che non è soltanto un gruppo di banditi, bensì lo strumento armato di un gruppo di ribelli che vive nella impervia zona delle Pietre di fuoco. Con il passare del tempo Brad si lascia affascinare dalla violenza e il timido professore lascia il posto a uno spietato assassino. Dopo varie vicissitudini, tra cui una sanguinosa rapina in banca ideata dall'ex professore e un assalto di un gruppo di 500 vigilantes a Pietre di fuoco, conclusosi con una carneficina, è Beauregard a porre fine al suo delirio di onnipotenza, uccidendolo.

## Distribuzione
Proiettato per la prima volta in pubblico il 23 novembre 1967 (v.c. n. 50297 del 21 novembre 1967), il film è stato distribuito anche in Spagna (Cara a cara - Madrid, 14 ottobre 1968), Francia (Le dernier face à face - 19 marzo 1969 - 90'), Germania Occidentale (Von Angesicht zu Angesicht - 19 luglio 1968 - 112') e Usa (Face to Face - 1967 - 110').